# Бред Генрі
Чарльз Бредфорд «Бред» Генрі (англ. Charles Bradford «Brad» Henry; нар. 10 червня 1963, Шауні, Оклахома) — американський політик, що представляє Демократичну партію. 26-й губернатор штату Оклахома у 2003–2011 роках.

## Біографія

### Раннє життя та освіта
Бред Генрі народився у Шауні, штат Оклахома, у родині Чарльза Генрі, відомого судді та колишнього члена Палати представників штату. Після закінчення середньої школи Генрі вступив до Університету Оклахоми, де був членом братства Delta Tau Delta. У 1985 році він отримав ступінь бакалавра у галузі економіки. У 1988 році він отримав диплом юриста в Юридичному коледжі Університету Оклахоми, де був старшим редактором наукового журналу Law Review.
Після отримання освіти Генрі зайнявся юридичною практикою зі своїм батьком у Шауні.

### Політична кар'єра
У 1993—2003 роках Генрі був членом Сенату штату Оклахома.
У 2002 році на виборах губернатора Генрі переміг представника Республіканської партії колишнього конгресмена Стіва Ларжента, випередивши суперника менш ніж на один відсоток голосів. Генрі отримав 448 143 голосів (43,27 %), Ларжент — 441 277 голосів (42,61 %), а незалежний кандидат Гері Річардсон — 146 200 голосів (14 %).
На первинних виборах у Демократичній партії, які відбулися 25 липня 2006 року, Генрі отримав 218 712 голосів (86 %). На загальних виборах 7 листопада він переміг конгресмена-республіканця Ернеста Айстука, набравши 66 % голосів. Він переміг з найвищим результатом за останні 50 років.
У 2010 році Генрі не мав права переобиратися, оскільки, згідно з конституцією Оклахоми, одна і та ж особа не може обіймати посаду губернатора більше двох термінів поспіль.